# Netzparadigma
Als Netzparadigma (engl.: Network Paradigm) wird in verschiedenen Wissenschaften und Disziplinen ein Paradigma oder Vorstellungsmuster bezeichnet, das auf die jeweils eigene Version des Wissensgebietes oder Forschungsgegenstandes „Netzwerk“ angewandt oder von diesem abgeleitet wird.
In den jeweiligen Fachsprachen, die sich auf abstrakte oder technische und logistische Netze beziehen, kann der Begriff unterschiedliche, oft genau definierte Bedeutung haben. Er ist jedoch überall anwendbar, wo Netze denkbar oder beschreibbar sind, beispielsweise in Kunst, Philosophie, Sprachwissenschaft, Sozialwissenschaften, Systemtheorie, Erkenntnistheorie, Informatik und Telekommunikation.

## Beispiele

### Sozialwissenschaften
Soziales Netzwerk (Soziologie)

### Informatik
Mit einem Neuronalen Netz können unterschiedliche Netzparadigmen entwickelt, getestet und auf das Netz angewendet werden.

### Telekommunikation
2005 wurde am Wechsel des Netzparadigmas von Architekturen mit Accesspoint und zentralem Netzbetreiber zu mobilen Netzen gearbeitet, in denen die Kommunikationsgeräte der Teilnehmer automatisch Kontakt aufnehmen, das Netz steuern und Daten weiterleiten.